# Landgericht Gemünden
Das Landgericht Gemünden war ein von 1804 bis 1879 bestehendes bayerisches Landgericht älterer Ordnung mit Sitz in Gemünden am Main im heutigen Landkreis Main-Spessart. Die Landgerichte waren im Königreich Bayern Gerichts- und Verwaltungsbehörden, die 1862 in administrativer Hinsicht von den Bezirksämtern und 1879 in juristischer Hinsicht von den Amtsgerichten abgelöst wurden.

## Geschichte
Im Reichsdeputationshauptschluss war Bayern 1803 das Amt Gemünden des Hochstifts Würzburg zugesprochen worden. 1804 wurde im Verlauf der Verwaltungsneugliederung Bayerns das Landgericht Gemünden errichtet. Dieses kam im Jahr 1817 zum neu gegründeten Untermainkreis, dem Vorläufer des späteren Regierungsbezirks Unterfranken. Aus den Landgerichten Gemünden und Orb wurde 1862 in administrativer Hinsicht das Bezirksamt Gemünden am Main gebildet. Gleichzeitig wurden die beiden Gemeinden Mittelsinn und Obersinn vom Landgericht Orb dem Landgericht Gemünden zugeteilt. Infolge der militärischen Niederlage 1866 musste Bayern das Gebiet Orb an Preußen abgeben, mit Ausnahme von Aura, das ab 1. Oktober 1866 dem Landgericht Gemünden zugeteilt wurde. Der nunmehr verkleinerte Bezirk Gemünden wurde 1872 aufgelöst und seine Gemeinden in das Bezirksamt Lohr eingegliedert. Aus dem Landgericht Gemünden wurde 1879 das Amtsgericht Gemünden.